# Chesalles-sur-Oron
Pour les articles homonymes, voir Chesalles.
Chesalles-sur-Oron est une localité et une ancienne commune suisse du canton de Vaud, située dans le district de Lavaux-Oron.

## Histoire
La commune a fusionné, le 1er janvier 2012, avec celles de Bussigny-sur-Oron, Châtillens, Écoteaux, Les Tavernes, Les Thioleyres, Oron-le-Châtel, Oron-la-Ville, Palézieux et Vuibroye pour former la nouvelle commune d'Oron.